# 杉浦正直
杉浦 正直（すぎうら まさなお）は、江戸時代中期から後期の旗本（寄合）。石高は8000石。

## 生涯
明和7年12月12日（1771年）、三河吉田藩主・松平信礼の次男として江戸谷中の吉田藩下屋敷で生まれる。この時すでに父信礼は他界しており、側室の子である兄・信明が藩主となっていたため、正室の子でありながら部屋住みとなった。なお、部屋住み中に妾との間に2男1女をもうけている。
寛政11年（1799年）11月23日に旗本・杉浦正勝の養子となり、正直と名乗る。寛政12年（1800年）閏4月23日、吉田藩邸から杉浦家へ移る。同年6月1日に初めて将軍家斉に拝謁した。同年11月22日、筑後三池藩主・立花種周の娘・辰姫を娶る。なお種周は幕府若年寄であったが、正直の実兄である老中・松平信明らと対立し失脚している。このことが原因かは不明だが2人は後に離縁している。享和2年（1802年）2月19日、中奥小姓となる。享和3年（1803年）12月16日、従五位下若狭守に叙任される。文化3年（1806年）8月3日、家督を相続する。文化11年（1814年）2月16日、病により中奥小姓を免じられる。文化12年（1815年）3月25日に隠居し、丹波守と改める。文化15年（1818年）2月20日（23日と公表）に死去。享年49。